# Ziyed Chennoufi
Ziyed Chennoufi (* 29. November 1988 in Hagen, Nordrhein-Westfalen) ist ein deutsch-tunesischer Basketballspieler. Chennoufi spielte in seiner Jugend für deutsche Auswahlmannschaften, so unter anderem für die U18-Nationalmannschaft beim Albert-Schweitzer-Turnier 2006. Durch Verletzungen kam er in seiner Karriere als Profi in der Basketball-Bundesliga nur sporadisch zum Einsatz und er wechselte 2011 in die Heimat seiner Vorfahren nach Tunesien, wo er mit Étoile Sportive du Sahel zweimal Meister wurde. Zudem wurde er für die tunesische Herrenauswahl aktiv.

## Karriere
Chennoufi kam an seinem Geburtsort Hagen, der als Sitz des Deutschen Basketball Bundes als Hochburg des Basketballs gilt, mit dem Sport in Berührung und wurde mit der Nachwuchsmannschaft von Phoenix Hagen 2007 Vizemeister der Nachwuchs-Basketball-Bundesliga. Mit der deutschen U20-Nationalmannschaft gewann er 2008 die Europameisterschaft der Division B und die Rückkehr in die Division A der besten europäischen Junioren-Auswahlmannschaften zusammen mit den späteren Herren-Auswahlspielern Elias Harris, Tibor Pleiss, Robin Benzing, Philipp Schwethelm, Lucca Staiger, Karsten Tadda und seinem langjährigen Mannschaftskameraden Per Günther. Während Per Günther anschließend von Hagen zum Erstligisten ratiopharm Ulm nach Württemberg wechselte, schloss sich Chennoufi einem weiteren württembergischen Erstligisten an. Bei EnBW Ludwigsburg spielte er mit einer Doppellizenz auch in der zweiten deutschen Liga ProA für die Kirchheim Knights. Nach einem fünften Platz mit Aufsteiger Kirchheim in der ProA 2008/09 und fünf Kurzeinsätzen in der Ludwigsburger Erstligamannschaft kam er in der Basketball-Bundesliga 2009/10 zunächst immer häufiger zum Einsatz, bevor ihn ein Bandscheibenvorfall im Februar 2010 zurückwarf. Nach Knieproblemen absolvierte er im November 2010 sein letztes und einziges Spiel in der Saison 2010/11 für die Ludwigsburger. Nach einem zweiten Bandscheibenvorfall wurde ihm aus medizinischer Sicht ein Ende seiner professionellen Sportlerkarriere nahegelegt.
Nachdem Chennoufi sich bereits 2010 dafür entschieden hatte, seine internationale Karriere für Tunesien fortzusetzen, wechselte er 2011 in das Heimatland seiner Vorfahren zu Étoile Sportive du Sahel aus Sousse. Dort wurde er 2012 und 2013 jeweils tunesischer Meister und Pokalsieger mit dem Verein und erreichte 2013 das FIBA Africa Basketball Club Championship Finale, das jedoch verloren wurde. In der Saison 2012/13 stand er vor einer Rückkehr zu den Kirchheim Knights und unterschrieb einen Vertrag bei dem Verein, zumal nach seiner Aussage noch Gehaltszahlungen seines bisherigen Vereins ausstanden. Dieser Vertrag platzte jedoch, nachdem ihm die Freigabe für den Vereinswechsel verweigert wurde und er nach Tunesien zurückkehrte. Nachdem er bei der WM 2010 und den Olympischen Spielen 2012 keine Berücksichtigung im Endrundenkader der tunesischen Nationalmannschaft gefunden hatte, nahm er mit der tunesischen Herrenauswahl an der Afrikameisterschaft 2013 teil. Hier erreichte der Titelverteidiger jedoch nur den neunten Platz und verpasste die Qualifikation für die WM-Endrunde 2014. Während der Mittelmeerspiele 2013 in Mersin holte er die Bronze-Medaille mit der tunesischen Nationalmannschaft. Im Sommer 2014 wechselte er zu Club Africain, wo er im Dezember 2014 den dritten Platz beim FIBA Africa Basketball Club Championship erreichte. Im Januar 2015 gewann er den rückwirkend ausgetragenen tunesischen Supercup 2014. Zudem gewann er 2015 und 2016 erneut die tunesische Meisterschaft und 2015 den tunesischen Pokal. In der Saison 2016/17 wurde er zum besten Small Forward der 1. Tunesischen Liga gewählt. Bei der Afrikameisterschaft 2017 gewann er mit der Tunesischen Nationalmannschaft als Stammspieler auf der Small Forward Position die Gold-Medaille. Im September 2017 wechselte Chennoufi zu Étoile Sportive de Radès mit seinem neuen Team verlor er das FIBA Africa Basketball Club Championship Finale 2017 gewann jedoch die Tunesische Meisterschaft und den Tunesischen Pokal 2017/18 und wurde er erneut zum besten Small Forward der 1. Tunesischen Liga gewählt. Zudem wurde er zum MVP des Tunesischen Pokal-Finales gewählt. Während der Saison 2018/19 gewann er erneut den Tunesischen Pokal verlor jedoch das Meisterschaftsfinale. Mit der Tunesischen Nationalmannschaft belegte er den zwanzigsten Platz bei der Basketball-Weltmeisterschaft 2019. Im August 2020 wechselte Chennoufi zum Tunesischen 1. Liga aufsteiger Ezzahra Sports. Im September 2021 gewann er erneut die Gold-Medaille mit der Tunesischen Nationalmannschaft bei der Afrikameisterschaft 2021.
Im September 2022 wechselte Chennoufi zum amtierenden Tunesischen Meister US Monastir, mit seinem neuen Verein nahm er am FIBA Intercontinental Cup. teil. Dort verlor er mit seinem Team sowohl das Halbfinale gegen CB 1939 Canarias (112-42), als auch das Spiel um den dritten platz gegen die Rio Grande Valley Vipers (84-107). Während der Basketball Africa League 2023 schied er mit seiner Mannschaft bereits in der Vorrunde aus. Im Mai 2023 gewann er mit US Monastir die Tunesische Meisterschaft und im Juni den Tunesischen Pokal. Im September 2023 kehrte er zurück zu Club Africain. Im März 2024 gewann er mit Club Africain den Tunesischen Supercup und im Juli den Tunesischen Pokal.

## Erfolge und Ehrungen
Étoile Sportive du Sahel
- Tunesischer Meister (2): 2011/12, 2012/13
- Tunesischer Pokalsieger (2): 2011/12, 2012/13

Club Africain
- Tunesischer Meister (3): 2014/15, 2015/16, 2024/25
- Tunesischer Pokalsieger (2): 2014/15, 2023/24
- Tunesischer Supercup (2): 2014, 2023

Étoile Sportive de Radès
- Tunesischer Meister (1): 2017/18
- Tunesischer Pokalsieger (2): 2017/18, 2018/19

Ezzahra Sports
- Tunesischer Liga Pokalsieger (1): 2020

US Monastir
- Tunesischer Meister (1): 2022/23
- Tunesischer Pokalsieger (1): 2022/23

Nationalmannschaft
- U-20 Division B Europameister : 2008 mit Deutschland
- Mittelmeerspiele 2013: Bronze mit Tunesien
- Afrikameisterschaft 2017 : Gold mit Tunesien
- Afrikameisterschaft 2021 : Gold mit Tunesien

Ehrungen
- Bester Small Forward der 1. Tunesischen Liga 2016/17
- Bester Small Forward der 1. Tunesischen Liga 2017/18
- Finals MVP des Tunesischen Pokal-Finales 2017/18